# Flaggen des Reichsluftschutzbundes
Die Flaggen des Reichsluftschutzbundes waren die in der Zeit des Nationalsozialismus verwendeten Flaggen und Wimpel des Verbandes für den deutschen Luftschutz.

## Flaggen, Fahnen, Wimpel
Der im Jahr 1933 von Hermann Göring gegründete Reichsluftschutzbund (RLB) verwendete zunächst Flaggen mit dunkelblauem Grundtuch. Auf dieses war das Abzeichen des RLB, bestehend aus einem silberfarbenen „RLB-Stern“, sowie in Frakturschrift die Buchstaben „RLB“ in schwarz aufgebracht. Des Weiteren befand sich unterhalb der Buchstaben ein schwarzes, einfaches Hakenkreuz. Bis zum Jahr 1939 war dies die einzige Flagge des RLB, die auch als Kraftfahrzeugflagge für alle Mitglieder des Verbandes Verwendung fand.
Am 31. Januar 1939 wurden durch eine Verfügung des RLB-Präsidiums neue Flaggen eingeführt. Die Grundfarbe des Flaggentuchs wurde nun in Rot geändert. Des Weiteren entfielen im RLB-Abzeichen die Buchstaben „RLB“, während das Hakenkreuz – nun weiß gerändert – über fast den gesamten RLB-Stern ausgedehnt wurde. Die Orts- bzw. Ortskreisgruppen des RLB führten auch quadratische Fahnen mit silberfarbenen Fransen, die dreiseitig angebracht waren. Sie bestanden aus rotem Tuch mit dem RLB-Abzeichen in Silber. In der linken oberen Ecke war in einem silber paspelierten Fahnenspiegel der Name der Ortskreisgruppe und darüber der Name der Landesgruppe angebracht. Der Fahnenspiegel hatte ebenfalls die Grundfarbe Rot.
- 1
- 2
- 3

1 = Flagge des RLB, 1933–1939

2 = Flagge des RLB, 1939–1945

3 = Fahne einer RLB-Ortskreisgruppe (hier St. Goarshausen), ab 1939

### Kraftfahrzeugflaggen ab 1939
Zusätzlich zu der neuen Flagge wurden auch Kraftfahrzeugstander eingeführt, die für die Dienstwagen von RLB-Angehörigen bestimmt und am rechten Fender anzubringen waren. Alle Stander hatten ein rotes Grundtuch und waren mit dem RLB-Abzeichen (gold oder silber) sowie dem RLB-Hoheitszeichen belegt. Das Hoheitszeichen bestand aus dem Reichsadler, der eine besondere Form hatte, und dem darunter liegenden RLB-Abzeichen einschließlich eines einfachen, schwarzen Hakenkreuzes. Die Stander waren entweder mit gold- oder silberfarbigen bzw. schwarzen und weißen Tressen umrandet.

1
2
3

1
2
3
4
5
6

1 = Standarte des Präsidenten des RLB, 25 × 25 cm, Hoheitszeichen und Abzeichen goldfarben, der Rand mit einem 2 mm breiten äußeren weißen, und einem 1,5 cm breiten goldenen Streifen ausgestattet.

2 = Stander des Chef des Stabes des RLB, 20 × 30 cm, Hoheitszeichen und Abzeichen silberfarben, der Rand mit einem 2 mm breiten äußeren weißen, und einem 1,5 cm breiten silbernen Streifen ausgestattet.

3 = Stander für Landesgruppenführer des RLB, 20 × 30 cm, wie Stander Chef des Stabes, der Rand jedoch Weiß-Schwarz-Weiß ausgestattet, in der Breite (von außen) 5 mm, 1,5 cm sowie 4 mm. 

4 = Stander für den Kommandanten der RLB-Reichsschule, wie Stander für Landesgruppenführer, jedoch in der linken unteren Ecke zusätzlich die Buchstaben „RLS“ in schwarzer Frakturschrift angebracht.

5 = Wimpel für Bezirksgruppenführer, 20 × 30 cm, Hoheitszeichen und Abzeichen silberfarbig, der Rand an den Längsseiten mit weiß-schwarz-weißen, (von außen) 3 mm, 1,5 cm sowie 4 mm breiten Streifen ausgestattet.

6 = Wimpel für Orts- und Ortskreisgruppenführer, wie Wimpel für Bezirksgruppenführer, jedoch ohne Hoheitszeichen.